# Walther von Bonstetten
Walther von Bonstetten (* 5. Juni 1867 in Bern; † 4. November 1949) war einer der ersten und wichtigsten Führer der Schweizer Pfadfinderbewegung.

## Leben
Der Sohn der Berner Burgerfamilie von Bonstetten studierte Jura. Nach dem Abschluss seines Studiums mit der Promotion arbeitete er als Attaché an den Schweizer Botschaften in Berlin und London. In London kam er in Kontakt mit der gerade entstandenen Pfadfinderbewegung und ihrem Gründer Robert Baden-Powell. Nach seiner Rückkehr in die Schweiz erfuhr von Bonstetten 1912 von der Gründung einer Pfadfindergruppe in Genf durch den späteren Archäologen Louis Blondel, wenig später gründete er mit den Gebrüdern Lombard in Bern die Abteilung Patria. 1913 schlossen sich die verschiedene bereits entstandenen Kantonalverbände zum Schweizerischen Pfadfinderbund zusammen; nach einer Satzungsänderung wurde von Bonstetten als Nachfolger des Genfers William Borel zum Zentralpräsidenten gewählt. Diesen Posten hatte er – unter wechselnden Bezeichnungen (Zentralpräsident, Bundesfeldmeister, Präsident) – bis 1942 inne.
1923 gründete von Bonstetten die „Scouts International Home“ Association, die das wenig später gegründete Kandersteg International Scout Center, das Weltzentrum der World Organization of the Scout Movement (WOSM) im schweizerischen Kandersteg, betreibt. Das erste schweizerische Pfadfinderlager fand 1925 in Bern von 27. Juli bis 4. August statt.
Von Bonstetten engagierte sich im World Scout Committee der WOSM von 1927 bis 1947. Im Jahr 1928 erhielt er vom Nationalen Ehrenhof der Boy Scouts of America die Silver Buffalo Award für bemerkenswerte und aussergewöhnliche Leistungen für die Jugend. 1937 erhielt er den „Bronze Wolf“, die einzige Auszeichnung der World Organization of the Scout Movement, verliehen durch das World Scout Committee für herausragende Leistungen in der weltweiten Pfadfinderarbeit.
Nach seinem Abschied aus dem diplomatischen Dienst lebte von Bonstetten als Privatier in Bern. Im Schweizer Militär bekleidete er zuletzt den Rang eines Majors. Bonstetten war der Schwiegervater von Betty Lambert.